# Liste des nouveaux produits de synthèse

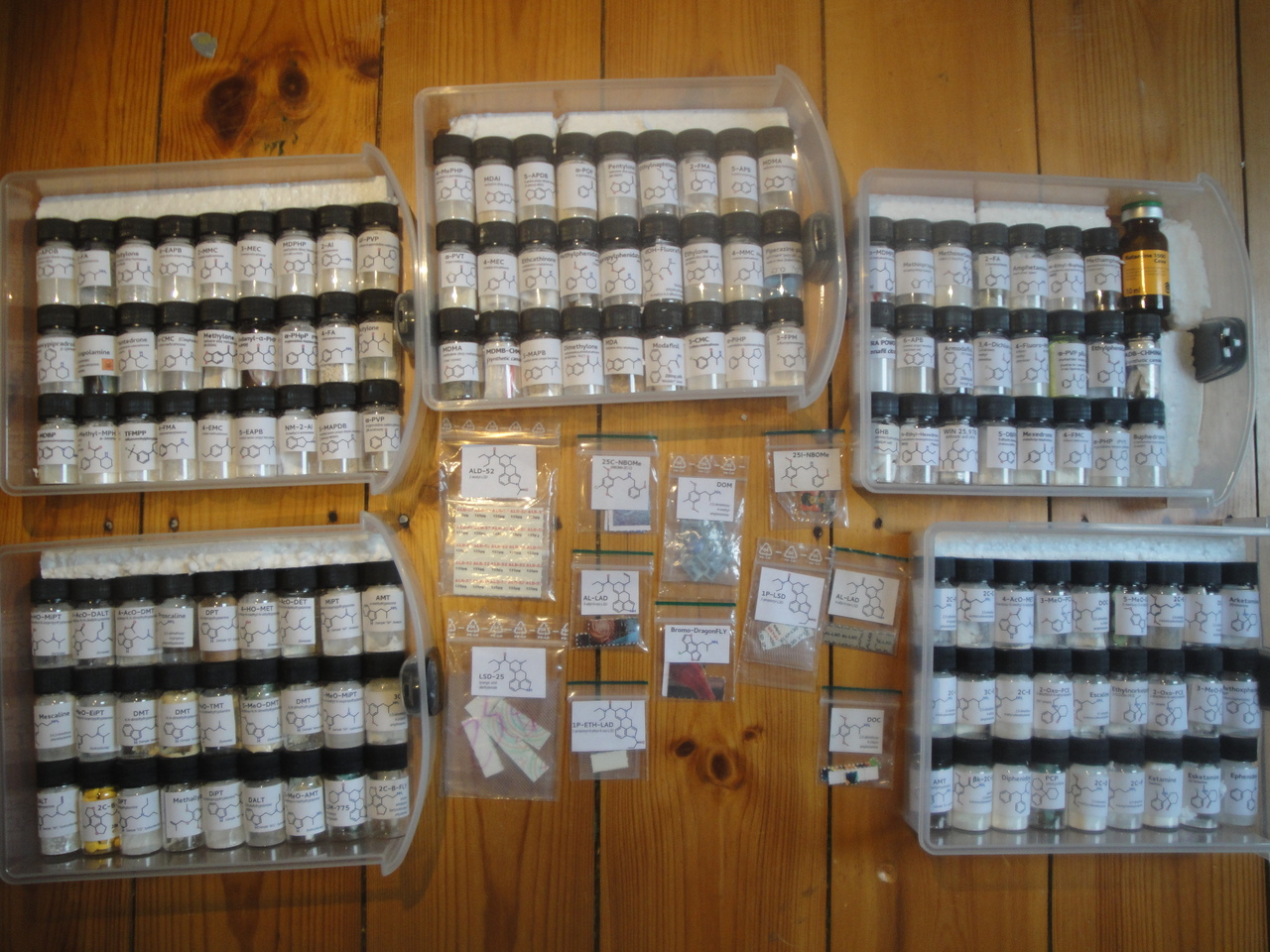
Un assortiment de plusieurs drogues de synthèse.

Les nouvelles drogues de synthèse sont des analogues structurels ou fonctionnels de substances contrôlées conçues pour imiter les effets pharmacologiques du produit parent tout en évitant sa classification comme illégales. Certaines drogues de synthèse sont des analogues structurels des tryptamines ou des phényléthylamines, mais il existe de nombreuses autres substances psychoactives chimiquement non apparentées qui peuvent être considérées comme faisant partie du groupe des drogues de synthèse,,,. Les drogues de synthèse comprennent également des analogues de stéroïdes anabolisants dont l'usage est contrôlé ou interdit. Les activités pharmaceutiques de ces composés ne peuvent être prévisibles uniquement sur la base d'un examen structurel. De nombreuses substances ont des effets communs tout en étant structurellement différentes ou des effets différents tout en étant structurellement similaires, cette imprévisibilité est communément appelée « paradoxe SAR ». En raison de l'absence de dénomination officielle réelle pour certains de ces composés, ainsi que d'une dénomination régionale, cela peut conduire à des confusions potentiellement dangereuses, voire mortelles pour les utilisateurs. La liste suivante n'est pas exhaustive et tend à augmenter chaque année en raison de la croissance rapide du marché des nouvelles drogues depuis ces dernières décennies. La présence d'un produit dans cette liste n'indique pas que les effets de la molécule sont significativement comparables avec le produit qu'il tend à imiter.

## Psychédéliques
Une substance psychédélique est une drogue psychoactive dont l'action principale est d'altérer la cognition et la perception. Les psychédéliques ont tendance à affecter l'esprit de manière que l'expérience de la réalité soit qualitativement différente de celle de la conscience ordinaire. L'expérience psychédélique est souvent comparée à des états de conscience modifiées telles que la transe, la méditation, le yoga, l'extase religieuse, le rêve et même des expériences de mort imminente.

### Lysergamides
Les lysergamides sont des dérivés amides de l'acide lysergique alcaloïde.
- 1B-LSD, 1-Butanoyl-LSD[6],[7],[8]
- 1cP-LSD, 1-Cyclopropionyl-LSD[9],[10]
- 1P-ETH-LAD, 1-Propionyl-ETH-LAD
- 1P-LSD, 1-Propionyl-LSD
- 1V-LSD, 1-Valeriol-LSD
- ALD-52, 1-Acétyl-LSD
- AL-LAD, 6-Allyl-6-Nor-LSD
- ETH-LAD, 6-éthyl-6-Nor-LSD
- LSM-775, N-Morpholinyllysergamide
- LSZ, LA-SS-Az
- MiPLA, Méthylisopropyllysergamide

### Tryptamines
Les drogues dérivées tryptamine sont généralement des substrats pour les récepteurs de la sérotonine, en raison de leur étroite ressemblance structurelle avec la sérotonine, un neurotransmetteur. 
- 4-AcO-DALT, Dalcétine
- 4-AcO-DET, éthacétine
- 4-AcO-DiPT, Ipracétine
- 4-AcO-DMT, Psilacétine
- 4-AcO-DPT, Dépracétine[11]
- 4-AcO-EiPT, éthipracétine
- 4-AcO-MET, Métacétine
- 4-AcO-MiPT, Mipracétine
- 4-HO-DALT, Dalocine[12]
- 4-HO-DET, éthocine
- 4-HO-DiPT, Iprocine
- 4-HO-DPT, Déprocine
- 4-HO-MET, Métocine
- 4-HO-MiPT, Miprocine
- 4-HO-MPMI, Lucigénol
- 4-HO-McPT
- 4-HO-MPT, Méprocine
- 4-HO-EPT
- 4-MeO-MiPT
- 5-Bromo-DMT
- 5-MeO-DALT
- 5-MeO-DET
- 5-MeO-DiPT, Foxy Méthoxy
- 5-MeO-DMT
- 5-MeO-DPT
- 5-MeO-EiPT
- 5-MeO-EPT[13]
- 5-MeO-MALT
- 5-MeO-MET[14]
- 5-MeO-MiPT, Moxy Méthoxy
- 5-MeO-MPMI
- 5-MeO-NiPT[15]
- 5-MeO-TMT, Indapex
- DALT, Diallyltryptamine
- DET, Diéthyltryptamine
- DiPT, Diisopropyltryptamine
- DPT, Dipropyltryptamine
- 4-PO-DET, Ethocybin, CEY-19
- EiPT, éthylisopropyltryptamine
- EPT, éthylpropyltryptamine
- MiPT, Méthylisopropyltryptamine
- McPT, Méthylcyclopropyltryptamine[16]
- EcPT
- PcPT
- MET, Méthyléthyltryptamine

### Benzofuranes
- 5-MeO-DiBF
- Dimemebfe, aka 5-MeO-Benzofuranéthanamine, 5-MeO-BFE

### Phénéthylamines
Les drogues dérivées de la phénéthylamine ont une ressemblance structurelle proche de la dopamine mais la substitution sur le cycle benzénique produisent des drogue avec une affinité qui peut être beaucoup plus élevée pour les récepteurs de la sérotonine.
- 3C-E
- 3C-P
- Allylescaline, "AL"
- Escaline, "E"
- Isoproscaline, "IP"
- Méthallylescaline, "MAL"
- Proscaline, "P"

#### 2C-x
Les psychédéliques de la classe 2C-x sont des dérivés de la 2,5-diméthoxy-phényléthylamine.
- 2C-B
- 2C-B-AN, Brolphétaminil[17]
- 2C-B-FLY
- 2C-C
- 2C-D, 2C-M
- 2C-E, "Europa"
- 2C-G
- 2C-iP, "Jelena"
- 2C-I
- 2C-P
- 2C-T-2
- 2C-T-4
- 2C-T-7
- 2C-T-21
- βk-2C-B
- BOB, β-Méthoxy-2C-B
- BOD, β-Méthoxy-2C-D
- BOH-2C-B, β-Hydroxy-2C-B, βOH-2CB[18],[19]
- HOT-7

#### NBxx
- 2CBCB-NBOMe
- 25B-NBF[20]
- 25B-NBOH
- 25B-NBOMe, "Nova", Cimbi-36
- 25C-NBF[21]
- 25C-NBOH
- 25C-NBOMe, "Pandora", Cimbi-82
- 25D-NBOMe, "Divination"
- 25E-NBOMe
- 25I-NBF, Cimbi-21
- 25I-NBMD, Cimbi-29
- 25I-NBOH, Cimbi-27
- 25I-NBOMe, Cimbi-5, "Solaris", "N-Bomb"
- 25iP-NBOMe[22]
- 25H-NBOMe[23]
- 25N-NBOMe
- 25P-NBOMe
- Mescaline-NBOMe[24]

#### DOx
La famille des DOx est également connue sous le nom d'amphétamines substituées car elle contient le squelette de l'amphétamine mais est substituée sur le cycle benzénique. Cela donne lieu à des agonistes de la sérotonine similaires à la classe 2C-X mais plus résistants à l'élimination dans le corps.
- Aleph
- Bromo-DragonFly, DOB-DragonFLY
- DOB
- DOC
- DOE, DOET, « Hecate »
- DOI
- DOiPR, DOiP
- DOM, « STP »
- DON
- DOPR
- TMA-2
- TMA-6
- ZDCM-04, 7-{2-[2-(4-Chloro-2,5-diméthoxy-phényl)-1-méthyl-éthylamino]-éthyl}-1,3-diméthyl-3,4,5,7-tétrahydro-purine-2,6-dione

## Dissociatifs
Les dissociatifs sont une classe d'hallucinogènes qui déforment les perceptions de la vue et du son, ils produisent des sentiments de dissociation de l'environnement et de soi. Bien que de nombreux types de médicaments soient capables d'une telle action, les dissociatifs sont uniques en ce sens qu'ils produisent des effets hallucinogènes, qui peuvent inclure la privation sensorielle, la dissociation, les hallucinations et les états ou transes oniriques. Certains produits non sélectifs affectent également les systèmes dopaminergiques et/ou opioïdes, ils peuvent être capables d'induire une euphorie. De nombreux dissociatifs ont des effets dépresseurs généraux et peuvent produire une sédation, une dépression respiratoire, une analgésie, une anesthésie, une ataxie, ainsi que des troubles cognitifs, de la mémoire et une amnésie.

### Arylcyclohexylamines
Les arylcyclohexylamines sont les dissociatifs les plus anciens et les plus utilisés. La classe comprend l'anesthésique bien connu, la kétamine.
- 2-Fluorodeschlorokétamine, 2-FDCK, Fluorokétamine, 2-Fluorokétamine
- 2'-Oxo-PCE, Eticyclidinone, O-PCE, Deschloroéthylnorkétamine, 2-DCNEK
- 2-Trifluorométhyldeschlorokétamine, 2-TFMDCK
- 3-HO-PCE, Hydroxyeticyclidine[25]
- 3-HO-PCP, Hydroxyphencyclidine
- 3-MeO-PCE, Méthoxyeticyclidine
- 3-MeO-PCMo
- 3-MeO-PCP
- 4-MeO-PCP, Méthoxydine
- Deschlorokétamine, 2'-Oxo-PCM, 2-DCK, DCK, O-PCM
- Déoxyméthoxétamine, 3-Me-2′-oxo-PCE, 3D-MXE, méthétamine, DMXE
- Eticyclidine, PCE, CI-400
- Hydroxétamine, 3-HO-2'-Oxo-PCE, HXE
- Méthoxétamine, MXE, 3-MeO-2'-Oxo-PCE
- Méthoxmetamine, MXM, MMXE, 3-MeO-2'-Oxo-PCM, E-MXE
- Méthoxpropamine, MXPr, 3-MeO-2'-Oxo-PCPr
- Méthoxykétamine, 2-MeO-2-Deschlorokétamine, 2-MeO-kétamine
- N-éthylnorkétamine, NENK, N-éthylkétamine

### Diaryléthylamines
Les diaryléthylamines n'ont commencé à apparaître sur le marché qu'en 2013.
- 2-Chloro-éphenidine
- 2-MeO-éphenidine
- Diphenidine
- éphenidine, NEDPA, EPE
- Fluorolintane
- Méthoxphenidine, 2-MeO-Diphenidine, MXP
- N-Méthylephenidine, « éphenidine-2 »

### Divers
- Dizocilpine, MK-801
- Glaucine
- PD-137889 (P-89)

## Pipérazines
Les dérivés de la pipérazine sont des drogues de synthèse aux effets similaires à la MDMA (ecstasy). Cette classe de produits imite la sérotonine et active les récepteurs 5-HT qui libèrent la noradrénaline et la dopamine.
- 2C-B-BZP
- 3-Chlorophénylpipérazine, méta-chlorophénylpipérazine, mCPP
- 4-Fluorophénylpipérazine, para-fluorophénylpipérazine, pFPP, 4-FPP, Fluopérazine, Flipipérazine
- 4-Méthoxyphénylpipérazine, para-Méthoxyphénylpipérazine, MeOPP, pMPP, 4-MPP, Parapérazine
- Benzylpipérazine, BZP
- Dibenzylpipérazine, DBZP
- Difluorométhylenedioxybenzylpipérazine, DF-MDBP, DB-MDBP[26]
- Méthoxypipéramide, MEOP, MEXP
- Méthylbenzylpipérazine, MBZP
- Méthylenedioxybenzylpipérazine, MDBZP, Pipéronylpipérazine
- Trifluorométhylphénylpipérazine, TFMPP

## Empathogènes
Les empathogènes sont une classe de médicaments psychoactifs qui produisent des effets émotionnels et sociaux similaires à ceux de la MDMA. Les utilisateurs d'empathogènes disent que les drogues produisent souvent des sentiments d'empathie, d'amour et de proximité émotionnelle avec les autres.

### MDxx
Les méthylènedioxyphényléthylamines substituées (MDxx) sont une grande classe chimique de dérivés des phényléthylamines, qui comprend de nombreuses drogues psychoactives qui agissent comme des entactogènes, des psychédéliques et/ou des stimulants, ainsi que des enthéogènes.
- 5-Méthoxyméthylone, βk-MMDMA, « 2-A1MP »
- 5-Méthyléthylone, 5-Me-βk-MDEA, 5-ME
- 5-Méthyl-MDA
- Butylone, βk-MBDB
- Dibutylone, βk-DMBDB
- Difluorométhylenedioxyamphétamine, DiFMDA
- Diméthylone, βk-MDDMA, "M11"[27]
- Dipentylone, βk-DMBDP[28]
- EBDB, éthylbenzodioxolylbutanamine
- EDMA, éthylènedioxyméthylamphétamine
- EFLEA, N-Hydroxy-EDMA[29],[30]
- éthylone, βk-MDEA
- Eutylone, βk-EBDB, N-éthyl-butylone
- FLEA, Méthylenedioxyhydroxyméthamphétamine, MDHMA
- MBDP, Méthylbenzodioxylpentanamine
- MBDB, Méthylbenzodioxylbutanamine, "Eden"
- MDEA, Méthylenedioxyéthylamphétamine, MDE, "Eve"
- Méthylenedioxyhydroxyamphétamine, MDOH
- Méthylenedioxydeschlorobupropion, N-Tert-Butyl-Méthylone
- Méthylone, βk-MDMA
- MMDA, 5-MeO-MDA
- MMDA-2, 6-MeO-MDA
- Pentylone, βk-MBDP
- Putylone, βk-PDBD, N-Propylbutylone

### Benzofuranes
Les produits dérivés du benzofurane ont une structure similaire à MDMA mais diffèrent en ce que les groupes méthylènedioxy- ont été modifiés, éliminant l'un des deux oxygènes du cycle méthylènedioxy- pour former un cycle benzofurane.
- 5-APB
- 5-EAPB
- 5-MAPB
- 5-APDB
- 5-MAPDB
- 5-MBPB[31]
- 6-APB, "Benzo Fury"
- 6-EAPB
- 6-MAPB
- 6-APDB
- 6-MAPDB

### Phényléthylamines polycycliques diverses
Les phényléthylamines de type indane et tétraline sont plus ou moins apparentées à leurs analogues d'amphétamines.
- MDMAI
- 5-APDI, Indanylaminopropane, IAP
- MDAI
- MEAI, "Chaperon"
- NM-2-AI

 Un seul indole non issu de la classe des tryptamines a été vendu, le 5-IT. Il montre une forte activité MAOI.
- 5-IT, 5-API, PAL-571

### Tryptamines
Les produits dérivés de la tryptamine sont généralement des substrats pour les récepteurs de la sérotonine, conformément à leur ressemblance structurelle étroite avec la sérotonine, un neurotransmetteur.
- αET, α-éthyltryptamine, « Monase »
- 5-MeO-αET, α,O-Diéthylserotonin
- αMT, α-Méthyltryptamine, « Indopan »
- 5-MeO-αMT, α,O-Diméthylserotonin

### Amphétamines
Les amphétamines substituées sont une classe chimique de stimulants, d'entactogènes, d'hallucinogènes et d'autres drogues. Ils comportent un noyau phényléthylamine avec un groupe méthyle attaché au carbone alpha, ainsi que des substitutions supplémentaires.
- 4-BA, 4-Bromoamphétamine, PBA
- 4-CA, 4-Chloroamphétamine, PCA
- 4-CMA, 4-Chlorométhamphétamine, PCMA
- 4-FA, 4-Fluoroamphétamine, PFA
- 4-FMA, 4-Fluorométhamphétamine, PFMA
- 4-MA, 4-Méthylamphétamine, PAL-313
- 4-MeOA, 4-Méthoxyamphétamine, PMA, 4-MeO-A, "Death"
- 4-MeOMA, 4-Méthoxyméthamphétamine, PMMA, 4-MeO-MA
- 4-MTA, 4-Méthylthioamphétamine
- Méthamnetamine, N-Méthyl-PAL-287, Méthylnaphétamine, MNT, MNA
- MMA, 3-Méthoxy-4-Méthylamphétamine
- 3-FEA, 3F-Ethamphétamine, 3-Fluoroéthamphétamine

## Stimulants
Les stimulants produisent une variété d'effets différents en augmentant l'activité des systèmes nerveux central et périphérique. Les effets courants, qui varient en fonction de la substance et de la posologie en question, peuvent inclure une vigilance, une sensibilisation, un éveil, une endurance, une productivité et une motivation accrus, une augmentation de l'excitation, de la locomotion, de la fréquence cardiaque et de la pression artérielle, et la perception d'une diminution des besoins en nourriture et en sommeil.

### Amphétamines
Les amphétamines sont une classe de produits chimique stimulants, entactogènes, hallucinogènes. Ils comportent un noyau de phényléthylamine avec un groupe méthyle attaché au carbone alpha, ainsi que des substitutions supplémentaires.
- 2-FA, 2-Fluoroamphétamine
- 2-FMA, 2-Fluorométhamphétamine
- 2-MA, 2-Méthylamphétamine, Ortetamine
- 3-FA, 3-Fluoroamphétamine
- 3-FMA, 3-Fluorométhamphétamine
- 3-Méthylamphétamine, 3-MA, meta-Méthamphétamine
- β-Phénylméthamphétamine
- N,alpha-Diéthylphényléthylamine, EAPB

### Cathinones
Les cathinones comprennent certains stimulants et entactogènes, qui sont des dérivés de la cathinone. Ils comportent un noyau de phényléthylamine avec un groupe alkyle attaché au carbone alpha et un groupe cétone attaché au carbone bêta, ainsi que des substitutions supplémentaires.
- 2-Chlorométhcathinone, 2-CMC
- 2-Fluorométhcathinone, 2-FMC[32]
- 2-Méthyléthcathinone, 2-MEC[33]
- 2-Méthylméthcathinone, 2-MMC[34]
- 2,4-Diméthyléthcathinone, 2,4-DMEC[35]
- 2,4-Diméthylméthcathinone, 2-Méthylmephedrone, 2,4-DMMC[36]
- 3,4-Diméthylméthcathinone, 3,4-DMMC
- 3,4-Diméthyl-N-éthylbuphedrone, 3,4-DMNEB[23]
- 3,4-Diméthyl-N-éthylpentedrone, 3,4-DMNPD[23]
- 3-Chlorométhcathinone, 3-CMC, Metaclephedrone, Clophedrone[37]
- 3-éthyléthcathinone, 3-EEC[38]
- 3-Fluorométhcathinone, 3-FMC
- 3-Fluoro-4-méthylméthcathinone, 3-Fluoromephedrone
- 3-Méthoxyméthcathinone, 3-MeOMC[39]
- 3-Méthyléthcathinone, 3-MEC[40]
- 3-Méthylméthcathinone, 3-MMC
- 4-Bromométhcathinone, 4-BMC, Brephedrone
- 4-Bromoéthcathinone, 4-BEC[41]
- 4-Chlorobutylcathinone, 4-CBC
- 4-Chlorodiméthylcathinone, 4-CDMC
- 4-Chloroéthcathinone, 4-CEC[42]
- 4-Chloroisopropylcathinone, 4-CiPC
- 4-Chlorométhcathinone, 4-CMC, Clephedrone[43]
- 4-éthyléthcathinone, 4-EEC
- 4-éthylméthcathinone, 4-EMC
- 4-Fluoroéthcathinone, 4-FEC
- 4-Fluorométhcathinone, Flephedrone, 4-FMC
- 4-Fluoro-NiPP, 4F-IVP, 4-Fluoro-N-Isopropylpentedrone, 4-Fluoro-α-isopropylamino-valérophénone, 4-Fluoro-iPAVP, 4-Fluoro-NPP[44]
- 4-Fluoropentedrone, 4-FPD[45]
- 4-Méthyl-α-éthylaminopentiophénone, 4-MEAPP, N-éthyl-4-méthylpentedrone[46]
- 4-Méthylbuphedrone, 4-MeMABP, BZ-6378
- 4-Méthylcathinone, 4-MC, Normephedrone
- 4-Méthyldiméthcathinone, 4-MDMC[47]
- 4-Méthyléthcathinone, 4-MEC
- 4-Méthylpentedrone, 4-MPD
- 4-Méthylpropylcathinone, 4-MPC
- Benzedrone, 4-MBC
- Buphedrone, α-Méthylamino-butyrophénone, MABP
- DL-4662, Diméthoxyéthylpentedrone, VEVP[48]
- Ephylone, N-éthylpentylone, βk-éthyl-K, βk-EBDP
- Ethcathinone, EC
- Hexedrone, α-Méthylamino-caprophénone
- 4-Méthylméthcathinone, Méphedrone, 4-MMC, 4-Méthylephédrone, « MCAT »
- 4-Méthoxyméthcathinone, Méthedrone, βk-PMMA, 4-Méthoxyephedrone, 4-MeoMC
- Mexedrone
- N,N-Diéthyl-4-Méthcathinone, N,N-DEMC
- N-éthylbuphedrone, NEB
- N-éthylhexedrone, NEH, "Hexen"
- N-éthylpentedrone, NEP
- 4-Fluoro-N-éthylbuphedrone, 4-Fluoro-NEB, 4-FNEB
- NiPH, N-Isopropylhexedrone
- NiPP, α-Isopropylamino-valérophénone, iPAVP, N-Isopropylpentedrone, NPP[49]
- Pentedrone, α-Méthylamino-valérophénone, MAVP, PD
- α-éthylaminopentiophénone, EAPP, N-éthylpentedrone[46]
- βk-IBP, Indanyl-N-éthylbuphedrone[23]
- βk-IVP, Indanyl-N-éthylpentedrone[23],[50]

### Pyrrolidines et pyrrolidinophénones
Les pyrrolidines sont des amphétamines avec un groupe pyrrolidine. Les pyrrolidinophénones (également appelées « pyrovalérones ») sont des cathinones (βk-amphétamines) avec un groupe pyrrolidine.
- Diphénylprolinol, D2PM
- 2-Diphénylméthylpyrrolidine, Desoxy-D2PM
- α-Pyrrolidinopropiophénone, α-PPP
- 2',4'-Diméthyl-α-pyrrolidinopropiophenone, DMPPP, 2,4-DM-α-PPP
- 3',4'-Méthylenedioxy-α-pyrrolidinopropiophénone, MDPPP, 3,4-MD-α-PPP
- 4'-Chloro-α-pyrrolidinopropiophenone, 4-Chloro-α-PPP
- 4'-Méthoxy-α-pyrrolidinopropiophenone, MOPPP, 4-MeO-α-PPP
- 4'-Méthyl-α-pyrrolidinopropiophenone, 4-MePPP, MPPP, MαPPP
- α-Pyrrolidinobutiophenone, α-PBP
- 3',4'-Méthylenedioxy-α-pyrrolidinobutiophenone, MDPBP, 3,4-MD-α-PBP
- 4'-Fluoro-α-pyrrolidinobutyrophenone, 4-Fluoro-α-PBP[51]
- 4-Méthoxy-α-pyrrolidinobutyrophenone, 4-MeO-α-PBP[52]
- 4'-Méthyl-α-pyrrolidinobutiophenone, MPBP, 4-Me-α-PBP
- 5-PPDI, Indanyl-α-PBP[53]
- TH-PBP, Cyclohexane-α-PBP
- α-Pyrrolidinobutiothiophenone, α-PBT[54]
- α-PCYP
- α-Pyrrolidinopentiophenone, α-PVP, βk-Prolintane, O-2387
- 3',4'-Diméthoxy-α-pyrrolidinopentiophenone, 3,4-DMPV
- 3',4'-Diméthyl-α-pyrrolidinopentiophenone, 3,4-DMPV[23]
- 4'-Bromo-α-pyrrolidinopentiophenone, 4-Bromo-α-PVP
- 4'-Chloro-α-pyrrolidinopentiophenone, 4-Chloro-α-PVP
- 4'-Fluoro-α-pyrrolidinopentiophenone, 4-Fluoro-PVP, 4-Fluoro-α-PVP
- 4'-Méthoxy-α-pyrrolidinopentiophenone, 4-MeO-α-PVP, 4-MeO-PVP, MOPVP
- 5-DBFPV, 5-Dihydrobenzofuranpyrovalérone, 3-Desoxy-MDPV
- Pyrovalérone, 4-Me-α-PVP, Centroton, Thymergix, O-2371
- Méthylènedioxypyrovalérone, MDPV
- Naphyrone, Naphtylpyrovalérone, O-2482
- Pyrophenidone, α-Phényl-Pyrovalérone
- Indapyrophenidone, Indanyl-α-Phényl-α-PVP
- TH-PVP, Cyclohexane-α-PVP[55]
- α-Pyrrolidinopentiothiophenone, α-PVT
- α-Pyrrolidinoisohexaphenone, α-PiHP
- α-Pyrrolidinohexiophenone, α-PHP, PV-7
- 3',4'-Diméthoxy-α-PHP, 3,4-DMPHP[30]
- 4'-Fluoro-α-pyrrolidinohexiophenone, 4-Fluoro-α-PHP
- 4'-Méthyl-α-pyrrolidinohexiophenone, MPHP, 4-Me-α-PHP, PV-4
- 4'-Méthoxy-α-pyrrolidinohexiophenone, 4-MeO-α-PHP
- TH-PHP, Cyclohexane-α-PHP
- 5-BPDI, Indanyl-α-PHP[56]
- Méthylenedioxypyrrolidinohexiophenone, MDPHP[23],[57]
- α-Pyrrolidinoheptiophenone, PV-8, α-PHPP[58]
- 4'-Fluoro-α-pyrrolidinoheptiophenone, 4-Fluoro-PV-8, 4-Fluoro-α-PHPP[46]
- 4'-Méthoxy-α-pyrrolidinoheptiophenone, 4-MeO-PV-8, 4-MeO-α-PHPP
- α-Pyrrolidinooctanophenone, PV-9, α-POP[46]
- 4'-Fluoro-α-pyrrolidinooctanophenone, 4-Fluoro-PV-9, 4-Fluoro-α-POP
- 4'-Méthoxy-α-pyrrolidinooctanophenone, 4-MeO-PV-9, 4-MeO-α-POP[59]
- α-Pyrrolidinononanophenone, PV-10, α-PNP[60]

### Thiophènes
Les produits dérviés du thiophène sont des drogues stimulantes analogues de l'amphétamine ou de la cathinone où le cycle phényle a été remplacé par le thiophène.
- 5-Méthylméthiopropamine, 5-MMPA, "Mephedrene"
- Thiopropamine
- Méthiopropamine, MPA
- Thiothinone, βk-MPA

### Tropanes et pipéridines
Les alcaloïdes dérivés du tropane sont présents dans les plantes des familles des érythroxylacées (y compris la coca). La pipéridine et ses dérivés sont des éléments constitutifs omniprésents dans la synthèse de nombreux produits pharmaceutiques et produits chimiques fins.
- 2-Diphénylméthylpyrrolidine, Desoxy-D2PM, 2-Benzhydrylpyrrolidine
- 3,4-Dichlorométhylphenidate, 3,4-CTMP
- 4'-Fluorococaine, 4'-FC
- 4-Benzylpipéridine, 4-PMPD
- 4-Fluoroéthylphenidate, 4F-EPH, 4-FEPH
- 4-Fluorométhylphenidate, 4F-MPH, 4-FMPH
- 4-Méthylméthylphenidate, 4-Me-TMP, 4-MMPH
- Benocyclidine, BTCP
- Desoxypipradrol, 2-DPMP, 2-Diphénylméthylpipéridine
- Dichloropane, RTI-111, O-401
- éthylphénidate, EPH
- HDEP-28, éthylnaphtidate
- HDMP-28, méthylnaphtidate
- Isopropylphénidate, IPH, IPPD
- Meprylcaine
- Nitracaine, 4-Nitro-Diméthocaine
- Pipradrol, Meratran
- Propylphenidate, PPH
- Troparil, WIN 35,065-2, β-CPT

### Oxazolidines
Les dérivés de l'oxazolidine sont des composés cycliques à cinq centres composés de trois carbones, un azote et un oxygène. L'oxygène et l'amine sont respectivement à la position 1 et 3. Dans les dérivés d'oxazolidine, il y a toujours un carbone entre l'oxygène et l'azote.
- 4,4'-Diméthylaminorex, 4,4'-DMAR, « Serotoni »

### Phénylmorpholines
Les phénylmorpholines sont une classe de stimulants dérivés des phényléthylamines dans lesquels l'amine terminale est incorporée dans un cycle morpholine.
- Isophenmetrazine, PAL-730[61]
- 2-Hydroxy-4'-éthylphénmetrazine, 2-HO-4'-EPM, 2-Hydroxyphenmetétrazine, N-éthylphénmetrazol
- 3,4-Méthylenedioxyphendimetrazine, MDMPM
- 3-Fluorophenetrazine, 3-FPE[62]
- 3-Fluorophenmetrazine, 3-FPM, PAL-593
- 3-Méthylphenmetrazine, 3-MPM, PAL-773
- N-éthylphenmetrazine, Phenmetétrazine[63]
- 4-Méthylphenmetrazine, 4-MPM[64]
- 6-Méthylphenmetrazine, 6-MPM
- G-130
- Méthylmorphenate
- PDM-35, 5-Méthylphenmetrazine, 5-MPM
- Phenetrazine, PE[65]
- Viloxazine

### Divers
- 1,3-Diméthylbutylamine, 1,3-DMBA, "AMP-Citrate"
- 2-AI
- 2-MPPP, 2-méthyl-1-phényl-3-(pipéridin-1-yl)propan-1-one
- 4-Fluorodiméthocaine
- Amfonelic acid, AFA, WIN 25,978
- Bromantane
- Camfetamine
- CRL-40,940, Bisfluoromodafinil
- CRL-40,941, Fladrafinil, Fluorafinil
- Diclofensine, Ro 8-4650
- Diméthocaine, Larocaine
- Homomazindol
- Méphtétramine, MTTA[66]
- Méthylhexanamine, DMAA
- Modafiendz, Méthyldifluoromodafinil[67]

## Sédatifs
Les sédatifs sont des substances qui induisent la sédation en réduisant l'irritabilité ou l'excitation. À des doses plus élevées, elles peuvent entraîner des troubles de l'élocution, une démarche chancelante, un mauvais jugement et des réflexes lents et incertains. Le dosage des sédatifs tels que les benzodiazépines, lorsqu'ils sont utilisées comme hypnotiques pour induire le sommeil, ont tendance à être plus élevées que les quantités utilisées pour soulager l'anxiété, alors que seules de faibles doses sont nécessaires pour induire effet relaxant.L'utilisation de sédatif pour obtenir un effet calmant peut conduire à un mésusage. En cas de surdosage ou s'ils sont associés à un autre sédatif, bon nombre de ces médicaments peuvent provoquer une perte de conscience et même la mort.

### Opioïdes
Les opioïdes ont des actions pharmacologiques similaires à la morphine et à d'autres composants de l'opium.
- 2-Fluoroviminol, 2F-Viminol
- 2-Méthyl-AP-237
- 3-Méthylbutyrfentanyl, 3-MBF
- 3-Méthylfentanyl, 3-MF
- 4-Chloroisobutyrfentanyl, 4-CliBF, p-CliBF
- 4-Fluorobutyrfentanyl, 4-FBF, p-FBF
- 4-Fluoroisobutyrfentanyl, 4-FiBF, p-FiBF
- 4-Méthoxybutyrfentanyl, 4-MeO-BF, p-MeO-BF
- 4-Fluorofentanyl, 4-FF, p-FF
- p-hydroxy-butyrylfentanyl[68]
- Acétylfentanyl, AF
- Acétoxyméthylcétobemidone, O-AMKD
- Acrylfentanyl
- AH-7921
- α-Méthylfentanyl, « China White »
- AP-237
- Butyrfentanyl, BF
- Bromadoline, U-47931E
- Brorphine[69]
- Clonitazene
- Cyclopentylfentanyl, CP-F
- Cyclopropylfentanyl
- Crotonylfentanyl
- Desméthylprodine, MPPP
- 2,2’-difluorofentanyl
- Etoazene, Desnitroetonitazene, "Etazene"
- Etonitazene
- Flunitazene
- Furanylfentanyl, Fu-F
- Isotonitazène
- Méthoxyacétylfentanyl
- Métonitazène
- MT-45
- N-Desméthyl-BDPC, Norbromadol
- O-Desméthyltramadol
- Pipéridylthiambutène
- Tétrahydrofuranylfentanyl, THF-F
- U-47700
- U-48800
- U-49900[70]
- U-51754[71]
- Valérylfentanyl, VF

### Benzodiazépines
- 3-Hydroxyphénazépam
- Adinazolam
- Bromazolam, 2'-Desfluoroflubromazolam, 8-Bromodeschloroalprazolam
- Clonazolam, 8-Nitrodeschlorotriazolam, Clonitrazolam
- Cloniprazepam, 1-Cyclopropylméthylclonazepam[72]
- Desméthylflunitrazepam, Fonazepam
- Diclazépam, 2'-Chlorodiazepam
- Flualprazolam, Fludiazolam
- Flubromazépam
- Flubromazolam
- Flunitrazolam, 2'-Fluorodeschloroclonazolam
- Méclonazépam, 3-Méthylclonazepam
- N-Desalkylflurazepam, Norflurazepam
- Nimétazépam, 3-Hydroxynimetazepam
- Nifoxipam, 3-Hydroxydesméthylflunitrazepam
- Nitrazolam
- Phénazépam
- Pyrazolam
- Ro5-4864, 4'-Chlorodiazepam

#### Thiénodiazépines
- Deschloroétizolam, Etizolam-2[73]
- Etizolam
- Fluclotizolam
- Metizolam, Desméthyletizolam

### Analogues du GHB
- 1,4-butanediol, 1,4-BD
- GBL, γ-Butyrolactone
- GHV, acide γ-hydroxyvalérique (4-Méthyl-GHB)
- GVL, γ-Valérolactone

### Analogues de méthaqualone
- Afloqualone
- Etaqualone, 2-éthylnorméthaqualone, "ECQ"
- Mebroqualone, 2-Bromonorméthaqalone, "MBQ"
- Mecloqualone, 2-Chloronorméthaqualone, "MCQ"
- Méthylméthaqualone, 4-Méthylméthaqualone, "MMQ"
- Nitrométhaqualone, 2-Méthoxy-4-nitronorméthaqualone
- SL-164

### Divers
- 2-Méthylbutan-2-ol, 2M2B, alcool amylique tertiaire
- 2-Méthyl-2-pentanol
- 3,4,5-Triméthoxyphenibut
- 4-Fluorophenibut
- Benzylbutylbarbiturate
- Pagoclone
- Phénibut
- Tolibut
- W-18

## Cannabinoïdes synthétiques
Les agonistes du récepteur cannabinoïde de type 1 imitent les effets comportementaux du cannabis.

### Cannabinoïdes classiques
- CP 47,497 et son homologue cannabicyclohexanol (CB)
- CP 55,940
- HU-308
- HU-210

### Cannabinoïdes divers
- 5F-AB-FUPPYCA, AZ-037
- 5F-PCN, 5F-MN-21
- A-836,339
- AB-CHFUPYCA
- BAY 38-7271
- BIM-018
- CB-13
- EG-018
- EG-2201[74],[75]
- FUBIMINA, BIM-2201, BZ-2201, FTHJ
- JTE-907
- JTE 7-31
- LY-2183240
- MDA-19
- MDMB-CHMCZCA, EGMB-CHMINACA[76],[75]
- NESS-0327
- NESS-040C5
- NNL-1[77]
- QMPSB
- WIN 55,212-2

### Indazoles
Les agonistes des récepteurs aux cannabinoïdes contenant de l'indazole comprennent :
- 4F-ADB, 4F-MDMB-PINACA
- 4F‐MDMB‐BINACA[78],[79]
- 4CN-ADB, 4CN-MDMB-PINACA
- 5C-APINACA, 5C-AKB48[80]
- 5F-AB-PINACA
- 5F-ADB-PINACA
- 5F-ADB, 5F-MDMB-PINACA
- 5F-AMB
- 5F-APINACA, 5F-AKB48
- 5F-CUMYL-PINACA, SGT-25, C-Liquid
- 5F-EMB-PINACA, 5F-AEB
- 5F-MN-18[81]
- 5F-NPB-22[82]
- 5F-SDB-005[83]
- AB-CHMINACA
- AB-FUBINACA, PX-4
- AB-PINACA
- ADAMANTYL-THPINACA
- ADB-BINACA[84]
- ADB-BUTINACA
- ADB-CHMINACA, MAB-CHMINACA, « MA-CHMINACA »
- ADB-FUBINACA, MAB-FUBINACA
- ADB-PINACA, MAB-PINACA
- ADSB-FUB-187
- AMB[85]
- AMB-CHMINACA, "MA-CHMINACA"
- AMB-FUBINACA, FUB-AMB, MMB-FUBINACA
- APINACA, AKB48
- APP-BINACA, APP‐BUTINACA[86]
- APP-FUBINACA, PX-4
- BiPICANA[87]
- CUMYL-4CN-BINACA, SGT-78
- CUMYL-PINACA, SGT-24
- CUMYL-THPINACA, SGT-42
- EMB-FUBINACA, FU-AEB[88]
- FAB-144
- FUB-APINACA, FUB-AKB48
- FUB-NPB-22[89]
- IPO-33
- MDMB-4en-PINACA
- MDMB-CHMINACA, MDMB(N)-CHM
- MDMB-FUBINACA, MDMB(N)-Bz-F, MDMB-Bz-F, FUB-MDMB
- MN-18
- NPB-22[90]
- PX-2, 5F-APP-PINACA, FU-PX, PPA(N)-2201
- PX-3, APP-CHMINACA
- SDB-005
- THJ-018
- THJ-2201

### Indoles
Les cannabinoïdes dérivés de l'indole sont :
- 4-HTMPIPO
- 5C-MN-24, 5C-NNEI[46]
- 5F-AB-PICA[91]
- 5F-ADBICA
- 5F-AMB-PICA, I-AMB, MMB-2201
- 5F-AMP
- 5F-NNE1, 5F-NNEI, 5F-MN-24
- 5F-PY-PICA[92]
- 5F-SDB-006
- AB-005
- AB-BICA[84]
- AB-FUBICA
- AB-PICA
- ADB-BICA[77]
- ADB-FUBICA
- ADBICA, ADB-PICA
- APICA, SDB-001, 2NE1
- AMB-CHMICA, MMB-CHMICA, "MA-CHMINACA"[93]
- BzODZ-EPyr
- CUMYL-PeGACLONE, SGT-151[94]
- CUMYL-PICA
- FDU-NNE1, FDU-NNEI, FDU-MN-24
- FUB-144, FUB-UR-144
- LTI-701
- MDMB-CHMICA, incorrectly known as MMB-CHMINACA
- MDMB-FUBICA
- MEPIRAPIM
- MN-25
- NNE1, NNEI, MN-24
- NNL-2[77]
- Org 28611, SCH-900,111
- PTI-1
- PTI-2
- PX-1, 5F-APP-PICA, SRF-30
- SDB-006
- STS-135, 5F-APICA
- UR-144
- XLR-11, 5F-UR-144

#### Quinolinylindoles
- 5F-PB-22
- BB-22, QUCHIC
- FDU-PB-22
- FUB-PB-22
- PB-22, QUPIC

#### Benzoylindoles
- AM-630
- AM-679
- AM-694
- AM-1241
- AM-2233
- RCS-4

#### Adamantoylindoles
- AB-001
- AB-002
- AM-1248

#### Naphtoylindoles
- AM-1220
- AM-1221
- AM-1235
- AM-2201
- AM-2232
- CBL-018, NM-018[95]
- EAM-2201
- FUB-JWH-018
- JWH-007
- JWH-015
- JWH-018
- JWH-019
- JWH-073
- JWH-081
- JWH-098
- JWH-116
- JWH-122
- JWH-149
- JWH-182
- JWH-193
- JWH-198
- JWH-200
- JWH-210
- JWH-398
- JWH-424
- MAM-2201
- NE-CHMIMO
- NM-2201, CBL-2201

#### Phénylacétylindoles
- JWH-167
- JWH-203
- JWH-249
- JWH-250
- JWH-251
- JWH-320[96]
- RCS-8

## Androgènes
Les stéroïdes anabolisants androgènes ont des utilisations médicales encadrées et sont également utilisés illégalement comme produits dopants pour améliorer les performances ou renforcer la masse musculaire et la force. Les stéroïdes anabolisants qui ont été conçus pour échapper à la détection dans les tests de dopage sportifs,.

### Dérivés de la testostérone
- 4-Chlorodeshydrométhyltestostérone, Turinabol
- 11-Cétotestostérone
- Adrénostérone
- Boldenone
- Clostebol, 4-Chloro-testostérone
- Fluoxymestérone, Halotestin
- Méthandrosténolone, Dianabol
- Méthyltestostérone, Méthyltestostérone
- Testostérone

### Dérivés duDHT
- 1-Testostérone, Dihydroboldenone
- Desoxyméthyltestostérone, Madol, « DMT »
- Dihydrotestostérone, DHT
- Drostanolone, Mastérone
- Épiandrostérone
- Mestanolone
- Mesterolone, Proviron
- Metenolone enanthate, Primobolan
- Méthastérone, Superdrol, Méthastérone, Méthyldrostanolone
- Méthyl-1-testostérone, M1T
- Oxandrolone, Anavar
- Oxymétholone, Anadrol
- Prostanozol, prodrogue pour Stanozolol
- Stanozolol, Winstrol

### Estranes
- Diméthandrolone
- Diméthyltrienolone
- Métribolone, Méthyltrenbolone
- Mibolérone, Cheque Drops
- Nandrolone, Deca durabolin, NPP
- Norboléthone, Genabol
- Tétrahydrogestrinone, THG, The Clear
- Trenbolone
- Trestolone, MENT

### SARM
Les modulateurs sélectifs des récepteurs aux androgènes (MSRA) sont une nouvelle classe de ligands des récepteurs aux androgènes. Ils sont destinés à maintenir les effets de renforcement musculaire des stéroïdes anabolisants tout en réduisant les actions androgènes indésirables (par exemple, un risque accru de cancer de la prostate). Les MSRA les plus sélectifs pourraient potentiellement être utilisés pour une plus large gamme d'indications thérapeutiques que les stéroïdes anabolisants actuelle relativement limitées.
- AC-262,356
- Andarine, S-4, GTx-007
- JNJ-28330835[100],[101]
- BMS-564,929
- Enobosarm, Ostarine, GTx-024, MK-2866
- LGD-2226
- LGD-3303
- LGD-4033
- RAD140
- S-40503
- S-23
- YK-11[102]

### Autres
- Acide 3-aminoisobutyrique
- Acadesine, AICAR
- AWRQNTRYSRIEAIKIQILSKLRL-amide[103]
- Ansérine
- acide bêta-hydroxybutyrique

## Peptides

### Analogues de la GHRH
- CJC-1293
- CJC-1295
- Sermorelin
- Tésamoréline

### Agonistes des récepteurs du sécrétagogue de l'hormone de croissance
Les agonistes du récepteur du sécrétagogue de l'hormone de croissance régulent l'homéostasie énergétique et le poids corporel.
- Examorelin, Hexarelin
- GHRP-2
- GHRP-6
- Ibutamoren, MK-677, L-163,191
- Ipamorelin

### Autres
- Brémélanotide, PT-141
- BPC-157
- Carnosine
- Delta sleep - inducing peptide
- IGF-1 Ec, MGF
- Melanotan
- Melanotan II
- P21
- TB500

## Inhibiteurs de PDE5
Les inhibiteurs de la PDE5 sont généralement utilisés pour traiter la dysfonction érectile et améliorer l'endurance sexuelle.
- Acétildénafil
- Aildenafil
- Aminotadalafil[104]
- Gendenafil
- Homosildenafil
- Hydroxyacetildenafil
- Hydroxythiohomosildenafil
- Lodenafil
- Nitrosoprodenafil
- Pipéridinoacétildenafil
- Pipéridinovardenafil
- Sulfoaildénafil
- Thiosildenafil

## Nootropiques
Stimulants du système nerveux central.